# Antunovac
Antunovac je opčina v Osijecko-baranjské župě ve východním Chorvatsku. V roce 2011 zde žilo celkem 3703 obyvatel. 
Opčina se rozkládá v rovinaté Panonské nížině, jižně od města Osijeku, na silničním i železničním tahu Osijek–Vinkovci. 
V Antunovaci se nachází kostel sv. Antonína (Ante), podle něhož získal svůj název. První písemná zmínka o opčině pochází z roku 1839, kdy je evidována pod maďarským názvem Antafalu.  